# Уеб камера
Уеб камера е видеокамера, която може да предава видео в реално време през World Wide Web, програма за чат (например Skype) или друга компютърна програма, в която има опция за видео връзка.
Уебкамери се наричат и видеокамери, които качват изображения на уебсървър, непрекъснато или през определен период от време. Това може да бъде постигнато чрез камера, включена към персонален компютър или чрез по-специализирана апаратура.
Камерите, използвани за видеоконференция обикновено са под формата на малка, лесно преносима камера с относително малки възможности, включваща се директно към персонален компютър. Понякога за тази цел се използват и аналогови видеокамери, свързани към компютъра чрез извличаща платка.

## История
Първата уебкамера е инсталирана през 1991 г. в Компютърния департамент на Кеймбриджкия университет и предава изображение на кафеварката (на английски: Trojan Room coffee pot), осъвременявано през няколко минути, за да се види дали има кафе. Предаването отначало става по локалната компютърна мрежа, а от ноември 1993 г. започва да се излъчва и по Интернет. Тази уебкамера сега е демонтирана, като за последно е работела до 22 август, 2001 г.
Първата търговска уебкамера е черно-бялата „QuickCam“, излязла на пазара през 1994 г. Тя е производство на американската компания Connectix (която през 1998 г. продава продуктите си на Logitech). QuickCam се предлага за компютри Apple Macintosh, като се свързва със сериен порт, и струва 100 долара. Вариант на камерата с паралелен порт, съвместим с PC и с Microsoft Windows софтуер излиза през октомври 1995. Оригиналната QuickCam има разделителна способност 320x240 пиксела и заснема 60 кадъра в секунда с дълбочина на сивата скала 16, или 15 кадъра в секунда с дълбочина на сивата скала 256.
През 2010 списание Тайм посочва QuickCam като едно от най-добрите компютърни устройства от 1923 г. насам.

## Видеоохрана
Уебкамерите могат да бъдат използвани за охранителни цели. Съществува софтуер, който позволява на свързаните с персонален компютър уебкамери да следят за движение и звук, и да ги записват, когато ги засекат. Записите могат да бъдат съхранявани в компютъра, изпращани на определен имейл или качвани в интернет. В един нашумял криминален случай, компютърът изпраща снимки от уебкамерата на имейла на собственика и по този начин полицията установява самоличността на крадеца, въпреки че компютърът е откраднат.

## Игри
- EyeToy е цветна цифрова камера за PlayStation 2, която позволява на играчите да взаимодействат с играта, използвайки жестове, цветно засичане и други способи.
- Xbox Live Vision Camera е камера, конструирана за Xbox 360 и Xbox Live и също може да бъде използвана за приложения в компютърни игри, също като EyeToy.
- Настолно-компютърните камери също могат да бъдат използвани за игра, използвайки алгоритми за засичане на прости жестове.